# Cleora dodonaeae
Cleora dodonaeae är en fjärilsart som beskrevs av Louis Beethoven Prout 1929. Cleora dodonaeae ingår i släktet Cleora och familjen mätare. Inga underarter finns listade i Catalogue of Life.